# أذينة ظلية
أذينة ظلية (الاسم العلمي: Phlomis umbrosa) هو نوع نباتي يتبع جنس الأذينة من الفصيلة الشفوية.